# Pica-pau-de-dorso-barrado
O pica-pau-de-dorso-barrado (Picoides dorsalis)  é um pica-pau de tamanho médio que ocorre na América do Norte.

## Taxonomia
Algumas autoridades, como a BirdLife International, não reconhecem esta espécie e consideram-na uma subespécie do pica-pau-tridáctilo.